# トゥール大学
トゥール大学 (Université de Tours) 、旧称フランソワ・ラブレー大学 (Université de François-Rabelais) は、フランスのトゥールにある公立大学である。

## 来歴
1968年に五月危機が発生し、フランスにおける高等教育をもっと現代的で民主主義的なものにしようという動きが生まれた。こうした中、作家のフランソワ・ラブレーにちなむ名前を有するフランソワ・ラブレー大学が1969年に設立された。これ以前から存在した多数の教育機関を統合する形で作られた。レオナルド・ダ・ヴィンチ大学連合のメンバーである。2017年12月に正式名称をフランソワ・ラブレー大学からトゥール大学に改称し、2018年1月からロゴも変更された。

## キャンパス
エミール・ゾラ、タヌール、グランモン、ポルタリス/ドゥー=リオン、トネレ、ポン=ヴォラン、フロモンの7つのキャンパスがある。

## 学部

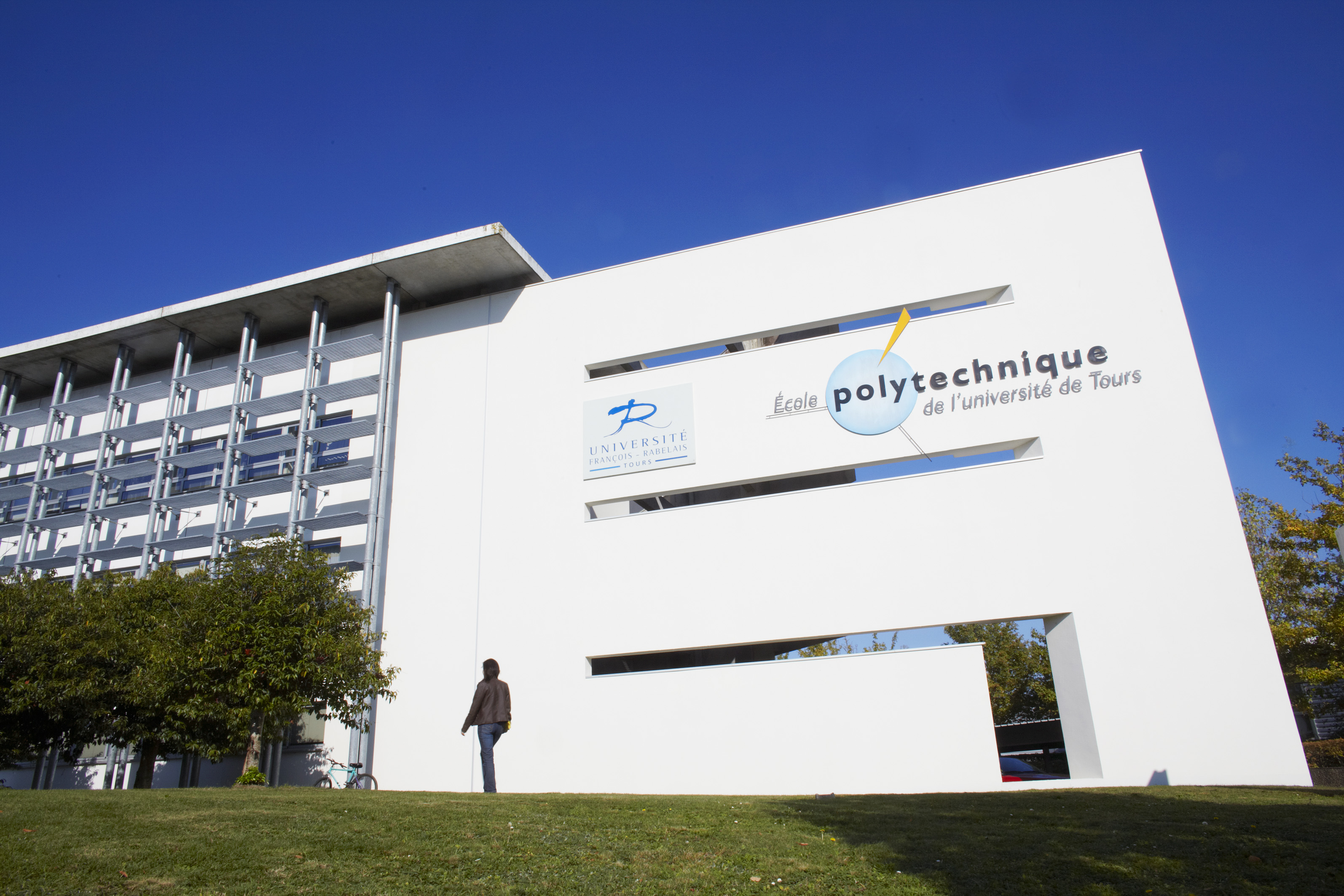
ポルタリスキャンパス

教養人間科学部、ルネサンス高等研究所、法経済社会科学部、文学言語学部、医学部、薬学部、科学技術学部の7学部が置かれ、この他に工学院と、ブロワとトゥールに2つのテクノロジー研究所がある。大学の旧称のもととなったフランソワ・ラブレーはルネサンスの文人であるため、これにちなむルネサンス高等研究所ではルネサンス研究が盛んに行われている。
ボローニャ・プロセスにもとづく学士、修士、博士の学位を出し、2つの技術研究所では技術免状も出している。他にも大学の枠内で活動している機関がいくつかある。公立トゥールジャーナリズム学校は大学と提携する半ば独立した機関である。トゥール大学地域病院センター (CHU de Tours) は、大学と提携し、保健サービスや医療訓練のために協働している6つの地域病院からなる団体である。ヨーロッパ食の歴史・文化研究所は食物文化の歴史を研究する人文学及び社会学の研究センターである。このセンターは2003年より雑誌Food and Historyを刊行している。

## 教育
学生の1割ほどが留学生であり、エラスムス留学生や協定校留学生が多い。

## ランキング
2016年、世界大学ランキングセンターはCWUR世界大学ランキングでフランソワ・ラブレー大学を世界で682位、フランスで30位に位置づけた。
法学部
フランソワ・ラブレー大学法学部は2018年-2019年度のEduniversalのランキングでは4位である。

## 著名な関係者
フランス3のジャーナリストであるマリ＝ロール・オーグリー、TF1のジャーナリストであるアリー・ローゼルマック、国民議会議員フィリップ・ブリアン、国境なき医師団総裁フィリップ・ビベルソン、日本の文化人類学者である大森康宏などが卒業生である。
アラン・コルバンが教授をつとめていたことがある。
日本のシェフ三國清三とバスク出身のシェフマルティン・ベラサテギは2013年、トゥール大学より美食学の名誉博士号を授与された。